# Liselotte Blumer
Liselotte Blumer (Basilea, 8 de agosto de 1957) es una deportista suiza que compitió en bádminton. Ganó una medalla de oro en el Campeonato Europeo de Bádminton de 1980, en la prueba individual.

## Palmarés internacional
| Campeonato Europeo | Campeonato Europeo      | Campeonato Europeo | Campeonato Europeo |
| Año                | Lugar                   | Medalla            | Prueba             |
| ------------------ | ----------------------- | ------------------ | ------------------ |
| 1980               | Groninga (Países Bajos) | Medalla de oro     | Individual         |